# Johann Jakob Rebstein
Johann Jakob Rebstein (1840-1907) va ser un matemàtic suís, especialitzat en geodèsia i agrimensura.
Rebstein, fill d'un hostaler, va fer els seus estudis primaris a la seva localitat natal i els secundaris a l'escola tècnica de Winterthur. El 1857 es va matricular al Politècnic de Zuric, en el que es va graduar tres anys després. L'any següent va completar estudis a París, al Collège de France i els anys següents va ser professor de física i matemàtiques a Frauenfeld fins al 1877.
El 1877, en tornar a Zuric, va ser professor a l'escola cantonal, fins al 1889 en què va ser nomenat professor adjunt del Politècnic de Zuric. El 1898 va passar a ser professor titular fins poc temps abans de la seva mort el 1907.
Rebstein és recordat pels seus treballs en geometria i agrimensura. Va ser tècnic en cap del cadastre del Cantó de Turgòvia i del de les ciutats de Zúric, Sankt Gallen i Lucerna. A part d'un llibre de text de geometria i ús del teodolit, la majoria dels seus treballs son informes cartogràfics i/o cadastrals, com el seu Die kartographie der Schweiz in ihrer historischen entwicklung dargestellt (La cartografia de Suïssa i el seu desenvolupament històric) (1883).